# 평내호평
평내호평(坪內好坪)은 남양주시의 지역으로 평내동과 호평동을 같이 부를 때 부르는 명칭이다. 
2025년 05월 30일 기준 호평동의 인구는 55,616명, 평내동의 인구는 37,385명으로 총 인구는 93,001명이다. 2016년 행정구 도입 대신, 책임읍면동제 시행으로 언급이 같이되는경우가 있다.

## 주요기관

### 평내동
- 평내호평역
- 평내동 주민센터
- 평내체육문화센터
- 평내도서관
- 남양주경찰서 평내파출소
- 남양주소방서
- 남양주우체국
- 한국철도공사 평내차량사업소
- 백봉멀티스포츠센터
- 약대울체육시설
- 한국전기안전공사지사
- kt지사
- 평내설해대책본부

### 호평동
- 호평체육문화센터
- 호평도서관
- 남양주경찰서 호평파출소
- 호평·평내행정복지센터[2]
- 경기북부의료원(2030년 예타예정)

## 교육시설

### 평내동
- 남양주백봉초등학교
- 남양주신촌초등학교
- 장내초등학교
- 평내초등학교
- 장내중학교
- 평내중학교
- 평내고등학교

### 호평동
- 평동초등학교
- 호평초등학교
- 구룡초등학교
- 판곡초등학교
- 판곡중학교
- 호평중학교
- 호평고등학교
- 판곡고등학교

## 자연환경
- 사릉천
- 약대울천
- 돌팍고개
- 호만천
- 백봉산
- 천마산

## 교통
- 평내호평역
- 수석호평도시고속화도로
- 국도 제46호선
- 경춘로
- 남양주시의 시내버스
- GTX-B(예정)